# Арменци (стихотворение)
Вижте пояснителната страница за други значения на Арменци.
„Арменци“ е стихотворение от Пейо Яворов, написано през 1896 г., според други източници през 1899 г. и публикувано за първи път в списание „Мисъл“ през 1900 г.
Стихотворението е написано в резултат на случки в малка кръчма на гара Скобелево и гара Стралджа, където става свидетел на тъжни песни и неволи на арменски заселници в България след масовите убийства на арменци в Османската империя при управлението на султан Абдул Хамид ІІ.
За първи път стихотворението е преведено на арменски език от Степан Хиндлиян. През 1909 г. е публикувано в списание „Ширак“, издавано в Истанбул. През 1918 г. е препечатано в истанбулското списание „Шант“.
По стихотворението „Арменци“ композиторът Павел Стефанов прави песен, която е изпълнена за първи път по Българско национално радио през пролетта на 1941 г. от хор „Гусла“.